# Ulug Bég obszervatóriuma

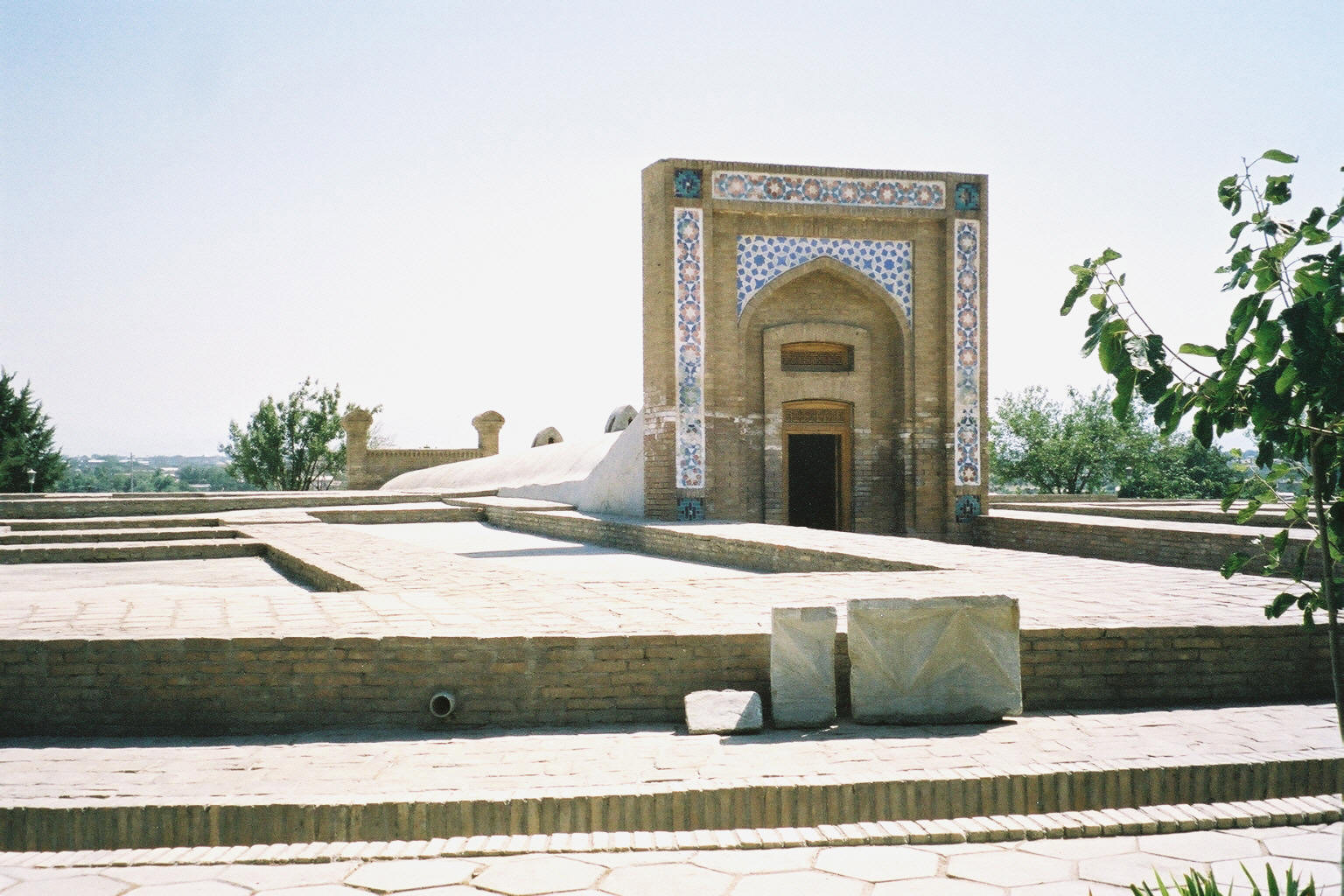
Ulug Bég obszervatóriuma 2001-ben

Ulug Bég Timur tudós unokája, Sáhrukh fia volt, aki fiatal korától szívesen  foglalkozott a tudományokkal. Matematikus, csillagász, teológus és költő volt, legszívesebben az asztrológiával foglalkozott, de nevét csillagászati művei is híressé tették. Ulug Bég obszervatóriuma egykor Szamarkand határában levő dombon állt.

## Története

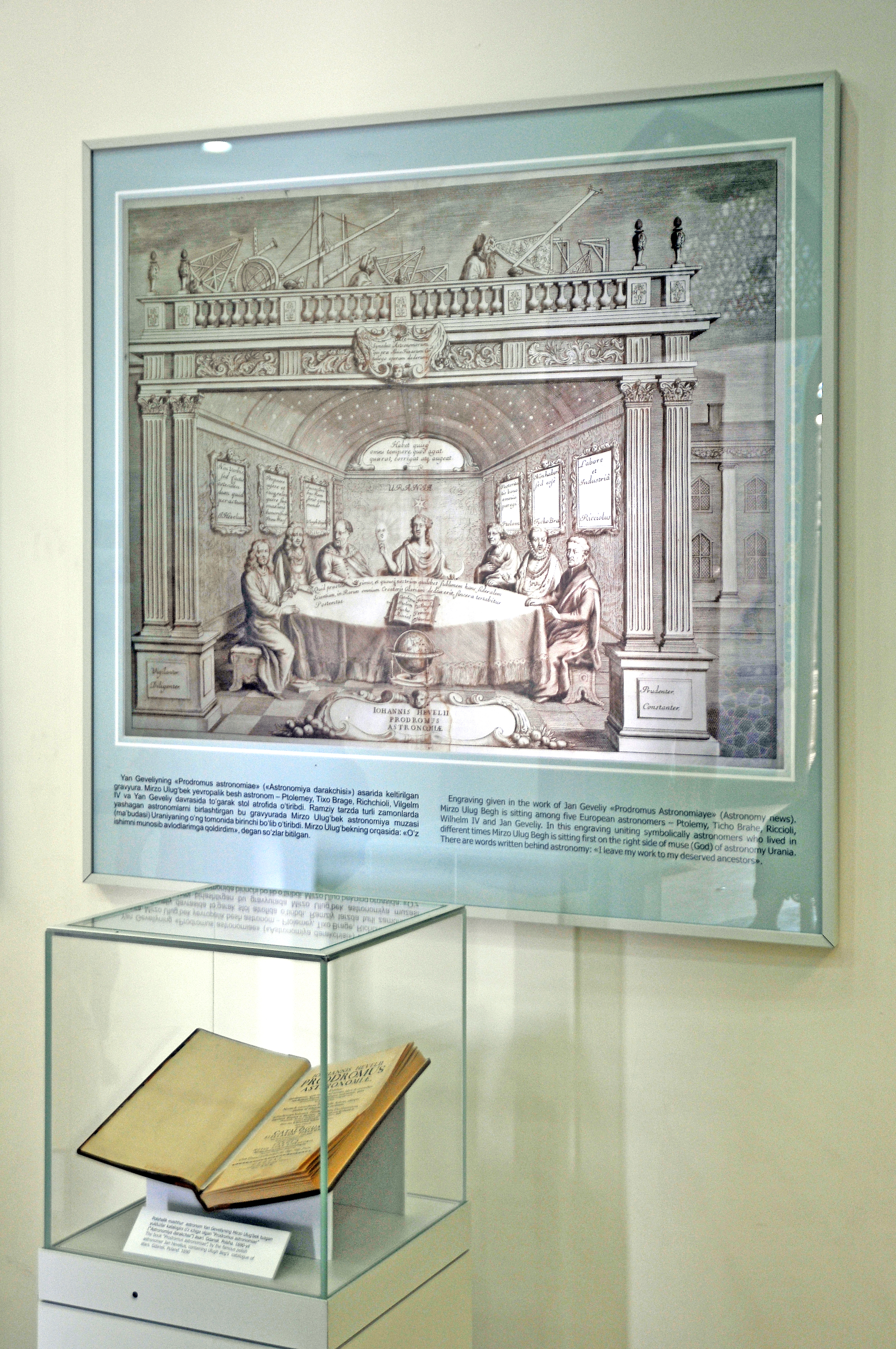

Ulug Bég obszervatóriuma 1428-1929-ben épült. A kör alakú 46,40 méter átmérőjű épület magassága 30 méter volt. Az obszervatóriumban felépített márvány szextáns 55 méter magas volt, melynek egy 11 méteres darabja máig látható. A háromemeletes épület felső része valószínűleg megfigyelőhely lehetett.
Az obszervatórium felépítésénél több kiváló asztrológus és matematikus is közreműködött, akik az uralkodóval együtt a szamarkandi medreszekben előadásokat, az obszervatóriumban pedig kutatómunkát tartottak.
A 15. századi forrásmunkák leírták, hogy az obszervatórium falait falfestmények és az égitestek mitológiai ábrázolásai díszítették.
A világhírű obszervatórium létét és helyét évszázadokig homály borította, a város határában végül történelmi dokumentumok alapján
V. L. Vjatkin (1869-1932) orosz régész fedezte fel.